# Râul Roșușul
Râul Roșușul sau Râul Socolăzu este un râu afluent al Râul Ruscova. Se formează la confluența brațelor Roșușul Mare și Roșușul Mic